# Koeberlinia spinosa
Koeberlinia spinosa ist eine von zwei Arten der Pflanzengattung Koeberlinia, der einzigen Gattung der Familie der Koeberliniaceae innerhalb der Ordnung der Kreuzblütlerartigen (Brassicales). Sie ist von den südwestlichen USA bis ins nördliche Mexiko verbreitet und es soll Vorkommen in Bolivien geben, die aber als eine zweite Art angesehen wird.

## Beschreibung

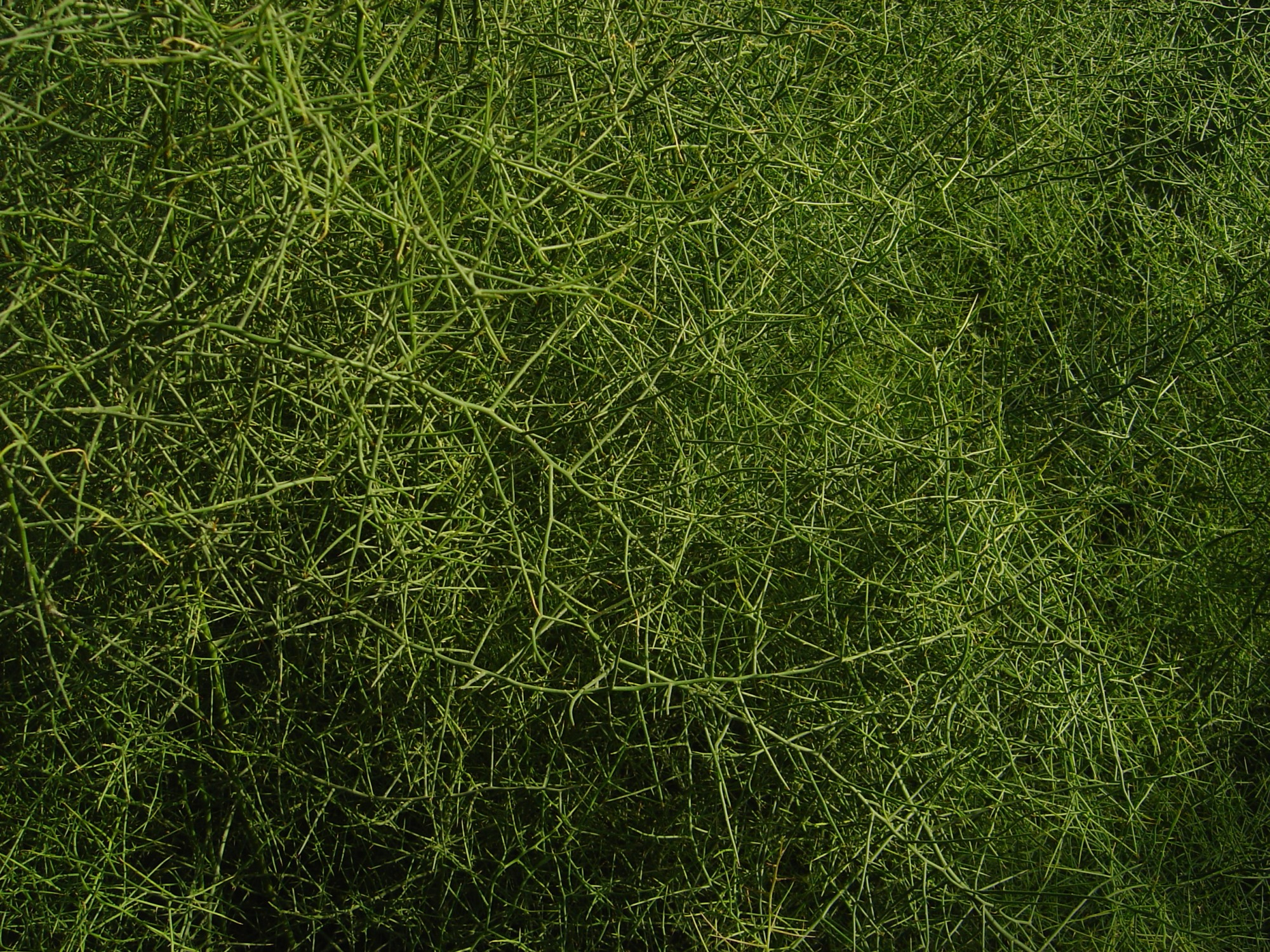
Habitus

### Vegetative Merkmale
Koeberlinia spinosa wächst meist als dorniger und reich verzweigter Strauch bis etwa 3 Meter hoch, selten als kleiner Baum mit kurzem Stamm bis über 7,5 Meter hoch. Der Stammdurchmesser erreicht bis über 30 Zentimeter. Die Seitenäste der Zweige enden in spitzen Dornen. Es ist ein Xerophyt, der die meiste Zeit des Jahres keine Blätter besitzt. Die grünen Zweige übernehmen die Photosynthese. Die Rinde ist anfangs grünlich und wird später dunkel grau-braun, rau und schuppig. 
Die wechselständigen, nur für kurze Zeit nach dem Frühlingsregen vorhandenen Blätter sind einfach, häutig, winzig (1,5 bis 2,2 Millimeter) und schuppenförmig sowie sitzend. Die Nebenblätter fehlen. 

### Generative Merkmale
Die Blüten stehen in achselständigen, kurzen und doldig-traubigen Blütenständen zusammen mit winzigen Hochblättern.
Die kleinen, zwittrigen und kurz gestielten Blüten sind radiärsymmetrisch und vierzählig mit doppelter Blütenhülle; sie sehen denen von Kreuzblütengewächsen ähnlich. Die vier sehr kleinen, freien Kelchblätter stehen kreuzgegenständig zueinander. Die vier freien und länglichen bis verkehrt-eiförmigen, ausladenden Kronblätter sind knapp genagelt und weißlich. Es sind zwei Kreise von je vier kurzen, freien und fertilen Staubblättern vorhanden. Die Staubfäden sind abgeflacht und pfriemlich, mit Nekarien an der Basis. Der Pollen ist tricolporat. Zwei bis drei Fruchtblätter sind zu einem oberständigen, zweikammerigen und kurz gestielten Fruchtknoten mit kurzem Griffel verwachsen. Je Fruchtknotenfach sind 5 bis 50 Samenanlagen vorhanden. 
Es wird eine fleischige, wenigsamige und kugelige, etwa 5–6 Millimeter große, glänzende Beere mit Griffelresten an der Spitze gebildet, die bei der Reife glänzend schwarz wird. Die gekringelten, bis zu 4 Samen sind schwarz und hart.

### Chromosomensatz
Die Chromosomengrundzahl x = 11 beträgt; als Chromosomenzahl wurde 2n = 44 oder etwa 88 ermittelt.

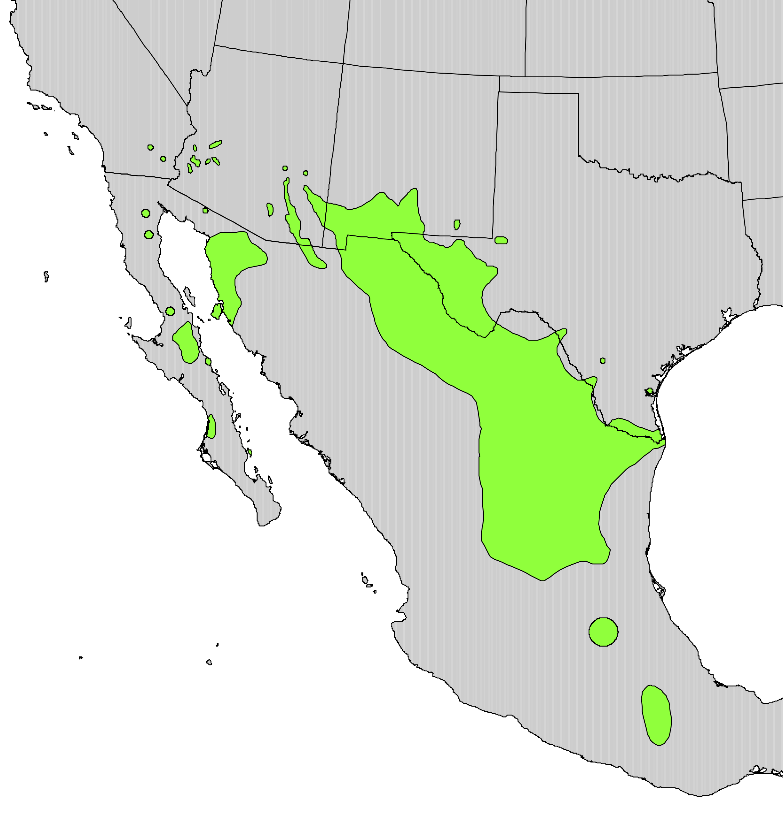
Verbreitungskarte von Koeberlinia spinosa

## Verbreitung
Koeberlinia spinosa ist in den Trockengebieten der südlichen USA und in Mexiko von Lower Rio Grande durch das Trans-Pecos-Gebiet (also westliche des Pecos) in Texas bis ins südöstliche Arizona und südlich bis ins nördliche Mexiko heimisch.

## Systematik
Die Erstbeschreibung der Art Koeberlinia spinosa erfolgte 1832 durch Joseph Gerhard Zuccarini in Abhandlungen der Mathematisch-Physikalischen Classe der Königlich Bayerischen Akademie der Wissenschaften, 1, S. 359 und in Flora, 15 (Beilb. 2), S, 74 (welche der beiden Veröffentlichungen den Vorrang hat, ist noch in Diskussion). Mit dieser Art wurde zeitgleich auch die Gattung Koeberlinia aufgestellt. Das Artepitheton spinosa bedeutet „dornig“. Der Gattungsname Koeberlinia ehrt den deutschen Pfarrer und Botaniker Christoph Ludwig Köberlin (1794–1862).
Die Familie Koeberliniaceae wurde 1895 durch Heinrich Gustav Adolf Engler in Die Natürlichen Pflanzenfamilien, Band 3, 6, S. 319 aufgestellt. Typusgattung ist Koeberlinia Zucc.
Diese Gattung wurde früher in die Familie der Celastraceae eingeordnet. Viele Autoren stellten die Gattung Koeberlinia  in die Familie Capparaceae. Molekulargenetische Untersuchungen zeigen, dass die Gattung Koeberlinia in eine eigene Familie Koeberliniaceae gehört. Am nächsten verwandt sind die Bataceae und Salvadoraceae.
Es gibt drei Varietäten der Art Koeberlinia spinosa:
- Koeberlinia spinosa Zucc. var. spinosa
- Koeberlinia spinosa Zucc. var. tenuispina (Kearney & Peebles) A.E.Murray: Sie kommt in den US-Bundesstaaten Arizona sowie Kalifornien und in den mexikanischen Bundesstaaten Baja California, Baja California Sur sowie Sonora vor.[1]
- Koeberlinia spinosa var. wivaggii W.C.Holmes, K.L.Yip & Rushing

## Verwendung
Das seltene, sehr schwere, dunkelbraune und beständige Holz, Eisenholz, wird nur für wenige Anwendung genutzt. Es ist bekannt als Allthorn, es kann wie Wüsteneisenholz verwendet werden.